# Sergej Bubka
Sergej Nazarovič Bubka (ukrajinski: Сергій Назарович Бубка, Serhij Nazarovyč Bubka; 4. prosinca 1963.) bivši je sovjetski i ukrajinski atletičar u disciplini skok s motkom. 
Osvojio je 6 uzastopnih svjetskih prvenstava u atletici, zlato na Olimpijskim igrama 1988. i 35 puta je postavljao svjetske rekorde u skoku s motkom (17 puta na otvorenom i 18 puta u dvorani). Prvi je atletičar koji je preskočio 6 metara. Smatra se najboljim skakačem s motkom kao i jednim od najboljih svjetskih atletičara svih vremena.
Držao je svjetski rekord u skoku s motkom na otvorenom sa 6,14 metara do 17. rujna 1994  koji je postavio 31. srpnja 1994. u Sestriereu a svjetski rekord u dvorani od 6,15 metara, koji je postavio 21. veljače 1993. u Donecku držao je skoro 21 godinu  .

## Životopis
Sergij Bubka je rođen i odrastao u gradiću Luhansku (onda zvanom Vorošilovgrad ). Njegov otac je bio vojnik, a mati medicinska sestra. Bubka je izjavio da nijedno od njih dvoje nije bilo aktivno športom. Stariji brat Vitalij Bubka je također bio skakač s motkom i nastupao je za Sovjetski Savez i Ukrajinu. Sergej je imao natjecateljski duh koji je kanalirao u nekoliko športova, sve dok nije upoznao trenera skoka s motkom Vitalija Petrova. S ovom disciplinom se počeo baviti u 11. godini, kada je ušao u Dječju i omladinsku športsku školu Dinamo u Vorošilovgradu, gdje ga je trenirao Petrov. Godine 1978, s 15 godina, Bubka se preselio u Doneck s Petrovim, gde je imao bolje uvjete za trening.

## Športska karijera
Sergej Bubka je u svijet međunarodnih atletskih natjecanja ušao 1981. sudjelovanjem na europskom prvenstvu u atletici za juniore, gdje je osvojio 7. mjesto. Ali tek je svjetsko prvenstvo u atletici 1983. u Helsinkiju bilo ulaz u svijet najboljih atletičara, na kom je relativno nepoznati Bubka osvojio zlatno odličje skokom od 5,70 m.
Svjetski rekord je prvi put oborio skokom od 5,85 metara 26. svibnja 1984., a poboljšao ga je sljedeće nedjelje na 5,88 m. Mjesec dana kasnije je preskočio 5,90 m. Bubka je doslovno dominirao u ovoj diciplini, ali nije imao sreće osvojiti zlato na Ljetnim olimpijskim igrama 1984. u Los Angelesu jer je Sovjetski Savez bojkotirao te Igre. Zlato na igrama u Los Angelesu osvojio je Francuz Pierre Quinon.
Bubka je preskočio 6,00 metara 13. srpnja 1985. u Parizu, a ta visina se dugo smatrala nedostižnom i tom prilikom je popravio osobni rekord za 6 cm. Zlato osvojeno u Helsinkiju obranio je 1987. na svjetskom prvenstvu 1987. u Rimu, a jedino olimpijsko zlato Bubka je osvojio na Igrama u Seulu 1988. Bubka je 15. ožujka 1991. u San Sebastianu preskočio visinu od 6,10 m i za sada je jedini športaš kome je to uspjelo. Zlato osvojeno u Helsinkiju i Rimu je obranio na svjetskom prvenstvu 1991. u Tokiju. Olimpijske igre 1992. u Barceloni su bile veliko razočaranje jer iz 3 pokušaja nije preskočio 5,30 m i ostao je bez odličja. Četvrto zlato na svjetskim prvenstvima osvojio je na svjetskom prvenstvu 1993. u Stuttgartu, a peto dvije godine kasnije na svjetskom prvenstvu 1995. u Göteborgu. Zbog povrede pete nije branio zlatnu medalju na Ljetnim olimpijskim igrama 1996. u Atlanti. Posljednje, šesto zlato na svjetskim prvenstvima osvojio je 1997. na prvenstvu u Ateni. Bubka je sudjelovao na Olimpijskim igrama u Sidneyu, ali je ispao nakon 3 neuspješna pokušaja na visini 5,70 m. Profesionalnu športsku karijeru okončao je 2001.

## Uspjesi na svjetskim prvenstvima u atletici
- svjetsko prvenstvo u Helsinkiju 1983. – 5,70 m
- svjetsko prvenstvo u Rimu 1987. – 5,85 m
- svjetsko prvenstvo u Tokiju 1991. – 5,95 m
- svjetsko prvenstvo u Stuttgartu 1993. – 6,00 m
- svjetsko prvenstvo u Göteborgu 1995. – 5,92 m
- svjetsko prvenstvo u Ateni 1997. – 6,01 m

## Vanjske poveznice
- http://www.sergeybubka.com/  Arhivirana inačica izvorne stranice od 10. kolovoza 2017. (Wayback Machine) (engl.)
- http://www.iaaf.org/athletes/biographies/letter=0/athcode=365/index.html (engl.)
- http://www.neovault.com/articles_bubka_speaks.asp  Arhivirana inačica izvorne stranice od 24. veljače 2008. (Wayback Machine) (engl.)